# Patatas a la riojana

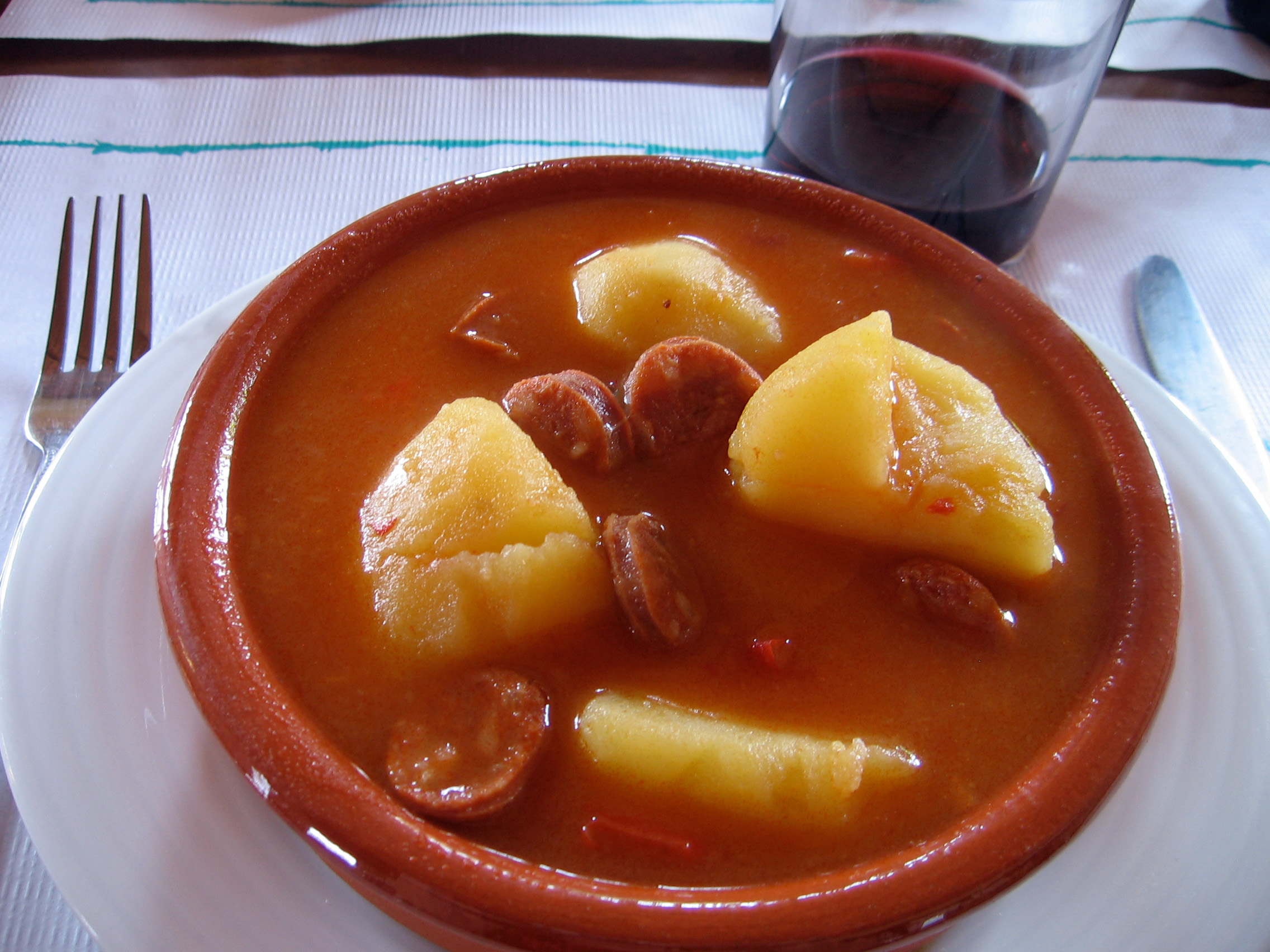
Patatas a la riojana.

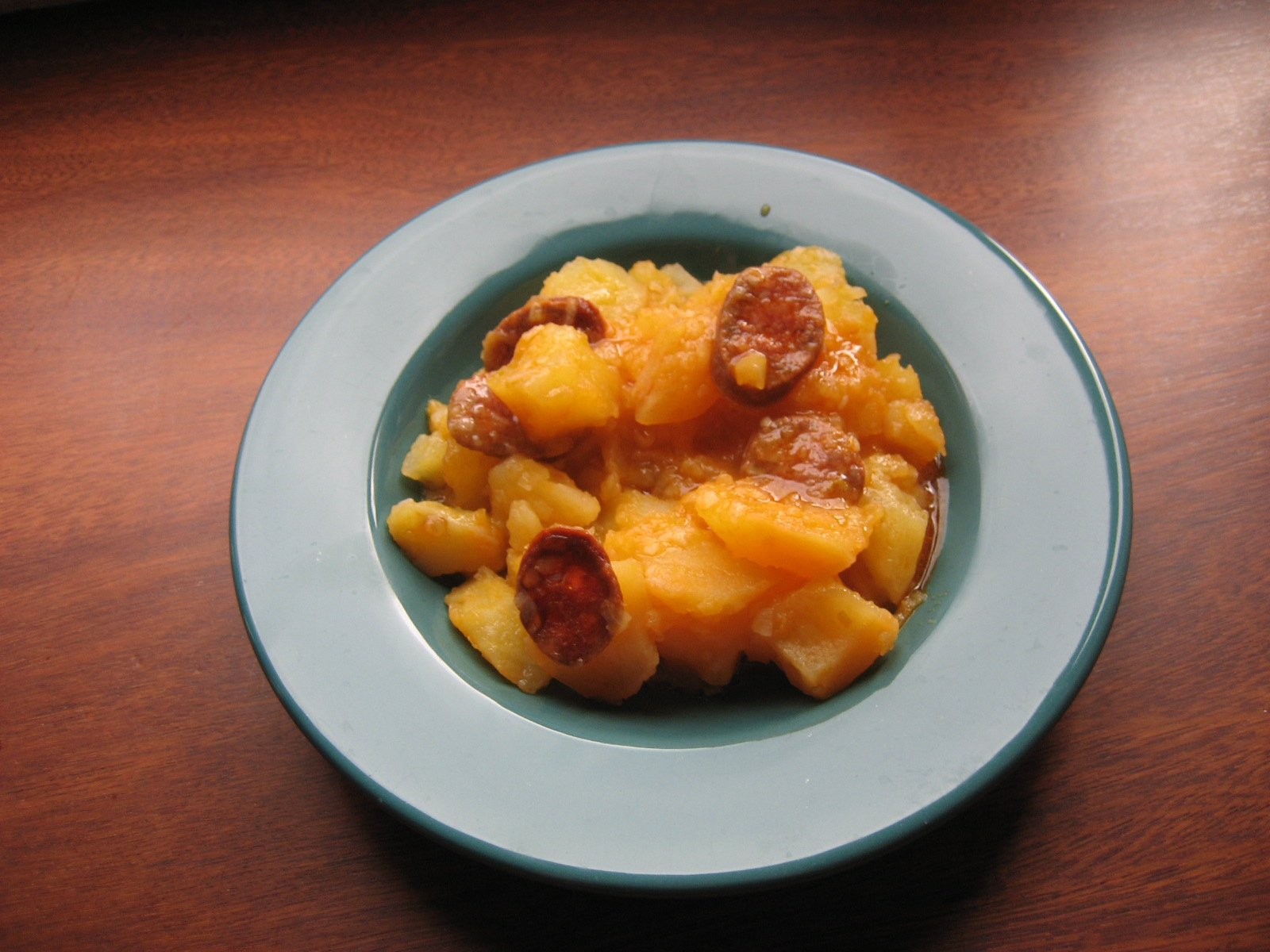
Otra versión del mismo plato.

Las patatas a la riojana,  o patatas con chorizo, son un primer plato típico y originario de La Rioja, aunque su consumo se ha extendido a las regiones cercanas. Es un plato con tres ingredientes principales: la patata, el chorizo y el pimentón. Se sirve caliente.

## Historia
El consumo de patata en caldos en la península proviene de la invasión de Napoleón. En el siglo XVI este ingrediente entró en la cocina española. En la población de Aldeanueva de Ebro las patatas se empleaban para alimentar los jornaleros, y allí durante las labores de trilla las patatas de la era se mezclaron con el chorizo riojano conservado en las orzas (chorizo de de olla).

## Características
Técnicamente, las patatas a la riojana son patatas guisadas con chorizo, cebolla, ajo y pimiento. Se prepara principalmente con patatas, chorizo de guisar, pimientos choriceros, pimentón y laurel. Un dato curioso para su buena elaboración es que las patatas se deben cascar (triscar, en riojano)  para que suelten la fécula y engorden así la salsa.

## Variantes
Existen variantes dependiendo de las zonas, el gusto de los cocineros. El rancho o calderete tiene una elaboración muy similar pero incorpora carne de conejo, cerdo o cordero. La forma tradicional de elaborarlo es en el campo, con hoguera de leña.